# Ático (filósofo)
Ático (140 — 185 EC) foi um filósofo e líder do platonismo em Atenas durante o final do segundo século e pode ter sido o primeiro a ocupar a cadeira da filosofia platônica criada em 176 por Marco Aurélio.

## Obras
Suas únicas obras se referem a alguns escritos anti-peripatéticos preservados através de Eusébio, embora Proclo recorda um criticismo à um comentário de Ático sobre o Timeu, do qual a filosofia de Ático pode ser suposta. Há ainda vários outros fragmentos identificados como sendo de sua autoria.
Por seu trabalho restante estar escrito através de Eusébio, o conhecimento atual sobre a filosofia de Ático é bastante tendenciosa, nesses textos citados, a preocupação maior é negar qualquer Aristotelismo no platonismo, resultando em uma mudança em direção ao estoicismo não presente nesse mesmo volume na obra de seus antecessores.

## Filosofia
Ático basicamente se limita á ideia platônica de um Deus transcendente e iguala o demiurgo de Timeu a Deus. Ele também eleva esse Deus acima das Ideias, Proclo nota no raciocínio de Ático que se o demiurgo é coberto pelo domínio das Ideias, ele não pode ser perfeito, desde que os seres parciais são imperfeitos. Assim, se o Demiurgo não é coberto, então o domínio das ideias não é absoluto; Ático então conclui que o Deus Supremo deve pertencer a além desse domínio.
A interpretação das obras de Platão por Ático repudia não só o aristotelismo mas também afeta certos aspectos do conceito estoicos de natureza e de certos platonistas como futuramente Numênio de Apameia de que as ações más são produto do destino e que existem juntamente com a Providência como uma co-causa independente dos eventos do mundo. Ático também só aceita parcialmente a exegese de Plutarco, assim como ele, Ático faz a causa do caos pré-cósmico uma alma primal, mas diferentemente, ele não identifica esta alma primal com uma natureza pré-cósmica.